# Akroteleuton
Ein Akroteleuton (aus dem altgriechisch ἄκρος akros, deutsch ‚Spitze‘  und  τέλος telos, deutsch ‚Ende‘, Plural Akroteleuta oder Akroteleuten) ist ein mehrfaches Akrostichon oder eine Kombination aus Akrostichon und Telestichon. Sowohl die Anfangsbuchstaben, -silben bzw. -wörter als auch die Endbuchstaben, -silben bzw. -wörter oder auch die Anfangsbuchstaben des letzten Wortes der Zeilen eines Textes ergeben hintereinander von oben nach unten ein Wort, einen Namen oder einen Satz.
Das Akroteleuton ist eine Rhetorische Figur, deren Definition in der Moderne gegenüber ihren Beispielen seit der Antike eingeengt erscheint durch Regeln, die entweder die Leserichtung bestimmen, etwa vorne von oben nach unten und hinten von unten nach oben, oder nach dem Vorbild des Magischen Quadrats durchweg gleiche Wortlängen vorschreiben oder gleichen Text vorne wie hinten. Damit sind auch diese Spezialfälle Akroteleuta, aber die erhaltenen griechischen und römischen Beispiele zeigen eine Formenvielfalt. Römische Autoren sprengen mitunter die Sprachgrenze, der „verborgene“ Text kann griechisch sein. Der Leser soll auch die zweite Botschaft, manchmal die eigentliche, finden können und gleichzeitig die Kunstfertigkeit des Autors erkennen und bewundern.
Beispiele für Akroteleuta gibt es unter anderem in der römischen Literatur der Kaiserzeit und in der Barocklyrik. In der Moderne greifen die Konkrete Poesie, die Visuelle Poesie und die Vertreter von Oulipo auf diese, ähnliche und andere rhetorische Figuren zurück, weniger mit steganographischer Absicht, etwas zu verbergen als aus Spaß am Spiel mit Regeln.
Das Denck-Täffelchen von David Klesel (1631–1687), abgebildet auf dem Buch Poetische Sprachspiele – Vom Mittelalter bis zur Gegenwart  ist ein Beispiel dafür, dass Texte mit Akroteleuta eher zur Visuellen Poesie zugehörig sind.

## Spiel-Adaption
Beim Wortspiel Gefüllte Kalbsbrust wird ein Wort bestimmt (z. B. aus einem Buch „stechen“), das jeder Spieler links senkrecht auf sein Blatt Papier schreibt. Anschließend wird das gleiche Wort rechts rückwärts geschrieben. Nun gilt es, innerhalb einer vorher festgelegten Zeit die Zwischenräume mit Wörtern zu füllen, wobei die Anfangs- und Endbuchstaben durch die jeweilige Position bestimmt sind. Schließlich wird ähnlich wie bei Stadt, Land, Fluss gewertet.